# Hexan
Hexan ist eine den Alkanen (gesättigte Kohlenwasserstoffe) zugehörige chemische Verbindung. Es ist eine farblose Flüssigkeit mit der Summenformel C6H14. Es ist das unverzweigte Isomer der fünf Hexan-Isomere.

## Eigenschaften
Hexan ist eine farblose, flüchtige Flüssigkeit, die leicht nach Benzin riecht. Der Siedepunkt unter Normaldruck liegt bei 68,8 °C. Die Verbindung schmilzt bei −95,4 °C. Die relative Dielektrizitätskonstante ist bei 20 °C 1,8. In Wasser ist es praktisch unlöslich. In organischen Lösungsmitteln wie Alkoholen (mit Ausnahme von Methanol), Ethern und Benzol ist es gut löslich.
Die Verbindung bildet mit einer Reihe anderer Lösungsmittel azeotrop siedende Gemische. Die azeotropen Zusammensetzungen und Siedepunkte finden sich in der folgenden Tabelle. Keine Azeotrope werden mit Cyclohexan, Pentan, Heptan, Octan, Toluol, Ethylbenzol, Xylol, Cyclohexanol und Diethylether gebildet.
| Azeotrope mit verschiedenen Lösemitteln (nach Smallwood) |        |            |            |              |                         |                  |
| Lösungsmittel                                            |        | Wasser     | Methanol   | Ethanol      | 1-Propanol              | 2-Propanol       |
| Gehalt Hexan                                             | in Ma% | 94         | 72         | 79           | 96                      | 77               |
| Siedepunkt                                               | in °C  | 62         | 50         | 59           | 66                      | 63               |
| Lösungsmittel                                            |        | 1-Butanol  | i-Butanol  | 2-Butanol    | Ethylenglycolethylether | Acetonitril      |
| Gehalt Hexan                                             | in Ma% | 97         | 98         | 92           | 95                      | 72               |
| Siedepunkt                                               | in °C  | 68         | 68         | 67           | 66                      | 52               |
| Lösungsmittel                                            |        | Chloroform | Essigsäure | Aceton       | Methylethylketon        | Diisopropylether |
| Gehalt Hexan                                             | in Ma% | 16         | 95         | 41           | 71                      | 47               |
| Siedepunkt                                               | in °C  | 60         | 68         | 50           | 64                      | 67               |
| Lösungsmittel                                            |        | Dioxan     | THF        | Methylacetat | Ethylacetat             | Isopropylacetat  |
| Gehalt Hexan                                             | in Ma% | 98         | 50         | 39           | 62                      | 91               |
| Siedepunkt                                               | in °C  | 60         | 63         | 52           | 65                      | 69               |

### Thermodynamische Eigenschaften
Die Dampfdruckfunktion ergibt sich nach Antoine entsprechend log10(P) = A−(B/(T+C)) (P in bar, T in K) mit A = 3,45604, B = 1044,038 und C = −53.893 im Temperaturbereich von 177.70 bis 264.93 K bzw. mit A = 4,00266, B = 1171,530 und C = −48,784 im Temperaturbereich von 286.18 bis 342.69 K.
| Eigenschaft               | Typ                | Wert [Einheit]                                                                                     | Bemerkungen                |
| ------------------------- | ------------------ | -------------------------------------------------------------------------------------------------- | -------------------------- |
| Standardbildungsenthalpie | ΔfH0liquid ΔfH0gas | −198,7 kJ·mol−1 −167,1 kJ·mol−1                                                                    | als Flüssigkeit als Gas    |
| Standardentropie          | S0liquid S0gas     | 296,06 J·mol−1·K−1 388,82 J·mol−1·K−1                                                              | als Flüssigkeit als Gas    |
| Verbrennungsenthalpie     | ΔcH0liquid         | −4163,2 kJ·mol−1                                                                                   |                            |
| Wärmekapazität            | cp                 | 194,97 J·mol−1·K−1 (25 °C) 2,30 J·g−1·K−1 (25 °C) 142,6 J·mol−1·K−1 (25 °C) 1,65 J·g−1·K−1 (25 °C) | als Flüssigkeit als Gas    |
| Kritische Temperatur      | Tc                 | 507,5 K                                                                                            |                            |
| Kritischer Druck          | pc                 | 29,9 bar                                                                                           |                            |
| Kritisches Volumen        | Vc                 | 0,368 l·mol−1                                                                                      |                            |
| Kritische Dichte          | ρc                 | 2,72 mol·l−1                                                                                       |                            |
| Azentrischer Faktor       | ωc                 | 0,30126                                                                                            |                            |
| Schmelzenthalpie          | ΔfH0               | 13,08 kJ·mol−1                                                                                     | beim Schmelzpunkt          |
| Verdampfungsenthalpie     | ΔVH0 ΔVH           | 31,73 kJ·mol−1 28,85 kJ·mol−1                                                                      | beim Normaldrucksiedepunkt |

Die Temperaturabhängigkeit der Verdampfungsenthalpie lässt sich entsprechend der Gleichung ΔVH0=Aexp(−αTr)(1−Tr)β (ΔVH0 in kJ/mol, Tr =(T/Tc) reduzierte Temperatur) mit A = 43,85 kJ/mol, α = −0,039, β = 0,397 und Tc = 507,4 K im Temperaturbereich zwischen 298 K und 444 K beschreiben.

Dampfdruckfunktion von Hexan
Temperaturabhängigkeit der Verdampfungsenthalpie von Hexan

### Sicherheitstechnische Kenngrößen
n-Hexan bildet leicht entzündliche Dampf-Luft-Gemische. Die Verbindung hat einen Flammpunkt bei −20 °C. Der Explosionsbereich liegt zwischen 1 Vol.‑% (35 g/m3) als untere Explosionsgrenze (UEG) und 8,9 Vol.‑% (319 g/m3) als obere Explosionsgrenze (OEG). Eine Korrelation der Explosionsgrenzen mit der Dampfdruckfunktion ergibt einen unteren Explosionspunkt von −28 °C sowie einen oberen Explosionspunkt von 7 °C. Die Explosionsgrenzen sind druckabhängig. Eine Erniedrigung des Druckes führt zu einer Verkleinerung des Explosionsbereiches. Die untere Explosionsgrenze ändert sich bis zu einem Druck von 100 mbar nur wenig und steigt erst bei Drücken kleiner als 100 mbar an. Die obere Explosionsgrenze verringert sich mit sinkendem Druck analog.
| Explosionsgrenzen unter reduziertem Druck (gemessen bei 100 °C) |           |      |     |     |     |     |     |     |     |     |     |     |
| Druck                                                           | in mbar   | 1013 | 800 | 600 | 400 | 300 | 250 | 200 | 150 | 100 | 50  | 25  |
| Untere Explosionsgrenze (UEG)                                   | in Vol.‑% | 0,9  | 0,9 | 0,9 | 0,9 | 1,0 | 1,0 | 1,0 | 1,1 | 1,2 | 1,6 | 3,5 |
| Untere Explosionsgrenze (UEG)                                   | in g·m−3  | 30   | 31  | 32  | 33  | 34  | 35  | 37  | 39  | 43  | 58  | 125 |
| Obere Explosionsgrenze (OEG)                                    | in Vol.‑% | 8,9  | 8,7 | 8,3 | 7,8 | 7,6 | 7,5 | 7,4 | 7,3 | 7,2 | 6,0 | 4,7 |
| Obere Explosionsgrenze (OEG)                                    | in g·m−3  | 319  | 312 | 297 | 279 | 272 | 269 | 265 | 262 | 258 | 215 | 168 |

Die untere Explosionsgrenze sinkt mit steigender Temperatur. Nach der linearen Funktion UEG(T) = UEG(T0)·[1+ku(T-T0)] (mit T0 = 20 °C) ergibt sich ein Temperaturkoeffizient ku von −0,0027 K−1.
| Untere Explosionsgrenzen mit steigender Temperatur |           |     |     |     |     |     |
| Temperatur                                         | in °C     | 20  | 100 | 150 | 200 | 250 |
| Untere Explosionsgrenze (UEG)                      | in Vol.‑% | 1,0 | 0,9 | 0,6 | 0,5 | 0,4 |

Die Sauerstoffgrenzkonzentration liegt bei 20 °C bei 9,1 Vol.‑%, bei 100 °C bei 8,3 Vol.‑%. Tendenziell steigt der Wert mit sinkenden Druck bzw. verringert sich mit steigender Temperatur. Der maximale Explosionsdruck beträgt 9,5 bar. Der maximale Explosionsdruck verringert sich mit sinkenden Ausgangsdruck.
| Maximaler Explosionsdruck und Sauerstoffgrenzkonzentration unter reduziertem Druck |         |            |      |     |     |     |      |      |     |     |
| Druck                                                                              | in mbar |            | 1013 | 800 | 600 | 400 | 300  | 200  | 150 | 100 |
| Maximaler Explosionsdruck                                                          | in bar  | bei 20 °C  | 9,6  | 7,4 | 5,6 | 3,7 | 2,8  | 1,8  | 1,4 | 1,1 |
| Sauerstoffgrenzkonzentration                                                       | in Vol% | bei 20 °C  | 9,1  |     | 9,5 |     | 10,1 | 10,8 |     |     |
| Sauerstoffgrenzkonzentration                                                       | in Vol% | bei 100 °C | 8,3  |     | 8,3 |     | 8,8  |      |     |     |

Mit einer Mindestzündenergie von 0,24 mJ sind Dampf-Luft-Gemische extrem zündfähig. Die Grenzspaltweite wurde mit 0,93 mm bestimmt. Es resultiert damit eine Zuordnung in die Explosionsgruppe IIA. Die Zündtemperatur beträgt 230 °C. Der Stoff fällt somit in die Temperaturklasse T3.

## Verwendung

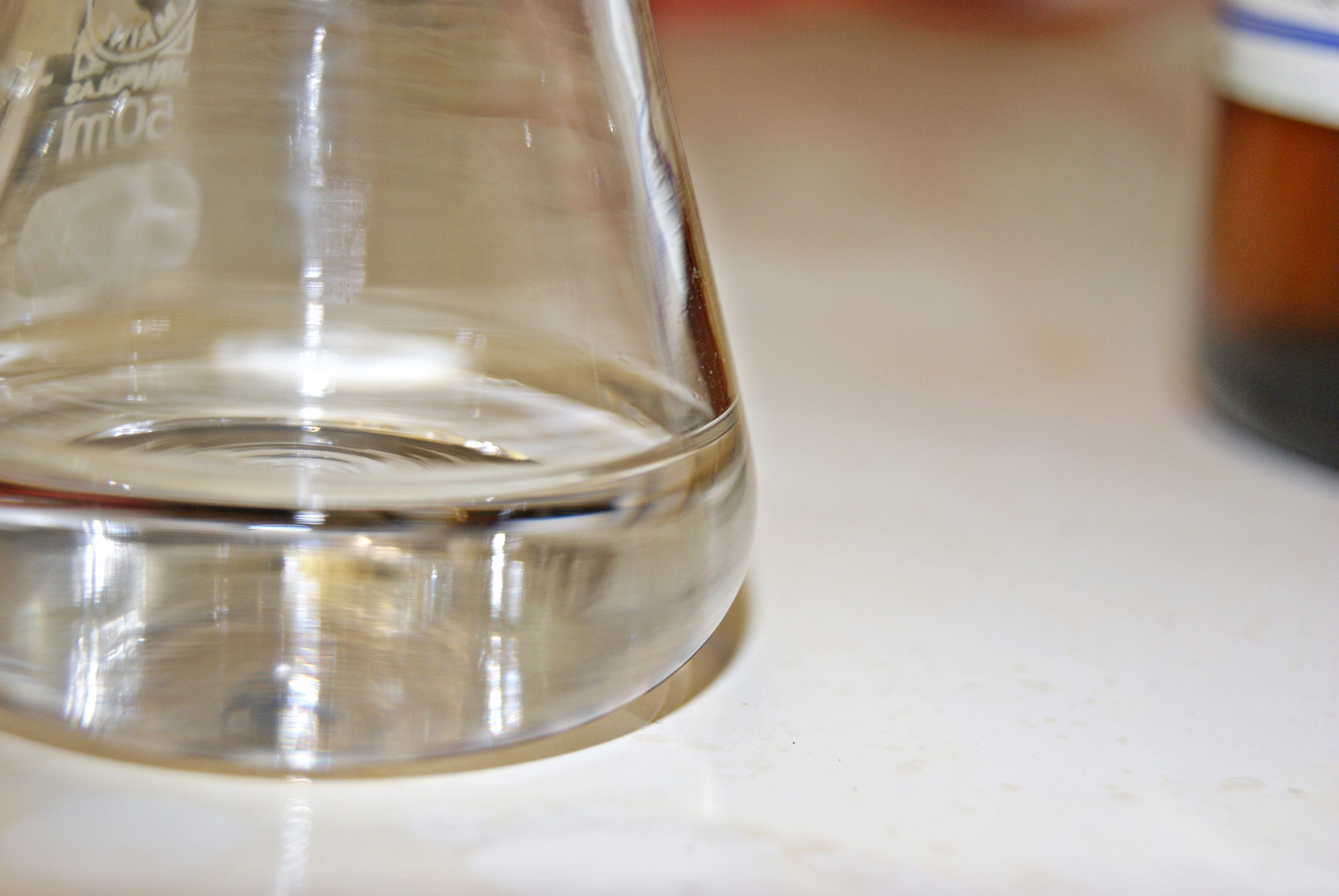
Hexan in einem Erlenmeyerkolben

Hexan wird in der organischen Chemie als Lösungsmittel und Reaktionsmedium bei Polymerisationen, als Verdünnungsmittel für schnelltrocknende Lacke, Druckfarben und Klebstoffe und als Elutions- und Lösungsmittel in der Dünnschichtchromatographie verwendet. Es wird weiterhin zur Herstellung von Kunststoffen und synthetischem Kautschuk sowie zur Extraktion von Ölen und Fetten eingesetzt. Da es Polystyrol im Gegensatz zu vielen organischen Lösemitteln nicht angreift und leicht flüchtig ist, dient es als Lösungsmittel für Styroporkleber. Ferner ist es Bestandteil von Wundbenzin.

## Sicherheitshinweise/Toxikologie
Hexan weist Suchtpotential auf und ist gesundheitsschädlich. Hexan ist wassergefährdend (WGK 2).
Hexan wird gasförmig rasch über die Lunge aufgenommen und wieder abgegeben (pulmonale Retention 22 bis 24 %). Auch bei dermalem Kontakt wird Hexan aufgenommen. Im Körper wird Hexan in der Leber zunächst zu 1-Hexanol, 2-Hexanol und 3-Hexanol verstoffwechselt. 2-Hexanol wird danach entweder über 2-Hexanon oder über 2,5-Hexandiol zu 5-Hydroxy-2-hexanon  oxidiert. Aus letzterem werden γ-Valerolacton und 2,5-Hexandion metabolisiert. Das 2,5-Hexandion, das zu Nervenschäden führen kann, wird dann über den Urin ausgeschieden. Zur Vermeidung der schädlichen Wirkung kann Hexan durch Heptan ersetzt werden.
Hexan wurde 2012 von der EU gemäß der Verordnung (EG) Nr. 1907/2006 (REACH) im Rahmen der Stoffbewertung in den fortlaufenden Aktionsplan der Gemeinschaft (CoRAP) aufgenommen. Hierbei werden die Auswirkungen des Stoffs auf die menschliche Gesundheit bzw. die Umwelt neu bewertet und ggf. Folgemaßnahmen eingeleitet. Ursächlich für die Aufnahme von Hexan waren die Besorgnisse bezüglich der Einstufung als CMR-Stoff, hoher (aggregierter) Tonnage, anderer gefahrenbezogener Bedenken und weit verbreiteter Verwendung. Die Neubewertung fand ab 2012 statt und wurde von Deutschland durchgeführt. Anschließend wurde ein Abschlussbericht veröffentlicht.

## Externe Links zu erwähnten Verbindungen
1. ↑  Externe Identifikatoren von bzw. Datenbank-Links zu 5-Hydroxy-2-hexanon:  CAS-Nr.: 56745-61-0, PubChem: 114801, ChemSpider: 102769, Wikidata: Q26840923.

Methan |
Ethan |
Propan |
Butan |
Pentan |
Hexan |
Heptan |
Octan |
Nonan |
Decan |
Undecan |
Dodecan |
Höhere Alkane